# Luca Pairetto

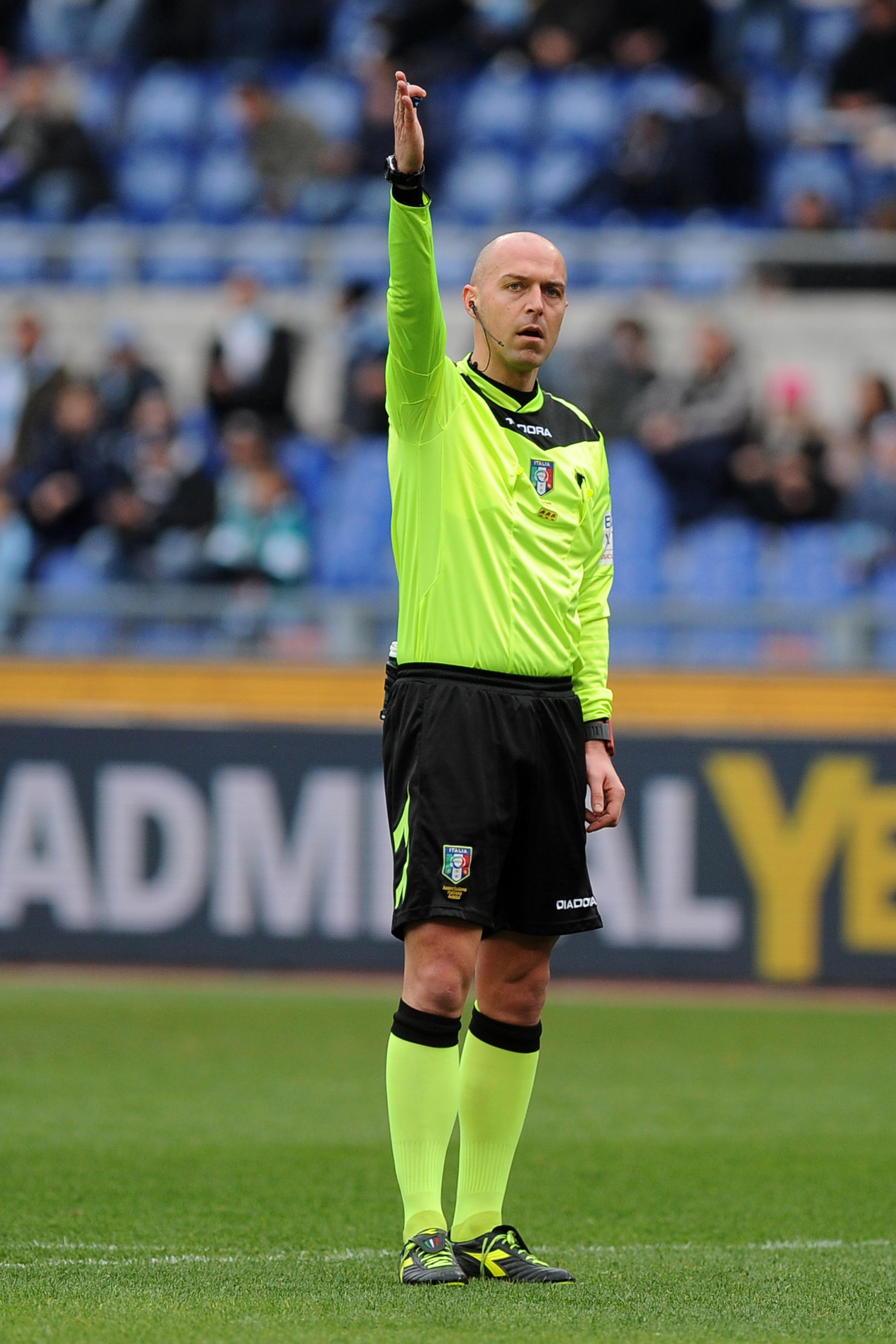
Luca Pairetto (2017)

Luca Pairetto (* 14. April 1984 in Turin) ist ein italienischer Fußballschiedsrichter.
Pairetto ist Sohn des ehemaligen Schiedsrichters Pierluigi Pairetto. Er leitet seit der Saison 2012/13 Spiele in der Serie B und seit der Saison 2013/14 Spiele in der Serie A. Bislang hatte er bereits jeweils über 90 Einsätze in beiden Ligen.
Seit 2022 steht er auf der Liste der FIFA-Schiedsrichter und leitet internationale Fußballspiele.